# Irvington (Kentucky)
Pour les articles homonymes, voir Irvington.
Irvington est une ville américaine située dans le comté de Breckinridge, dans le Kentucky. Selon le recensement de 2020, sa population est de 1 231 habitants.